# リチャード・ホルブルック
リチャード・チャールズ・アルバート・ホルブルック（英語: Richard Charles Albert Holbrooke, 1941年4月24日 – 2010年12月13日）は、アメリカ合衆国の外交官。ユダヤ系アメリカ人である。また、外交官以外にも文筆家、実業家、投資家などとしての顔も併せ持つ。
1962年に国務省に入省して以来一貫して外交畑を渡り歩き、ジミー・カーター政権下で東アジア・太平洋担当国務次官補（1977年3月31日 – 1981年1月13日）、ビル・クリントン政権下でドイツ駐在大使（1993年10月19日 – 1994年9月12日）、ヨーロッパ・カナダ担当国務次官補（1994年9月13日 – 1996年2月21日）、国連大使（1999年8月25日 – 2001年1月20日）などの主要外交ポストを歴任した。特にヨーロッパ・カナダ担当国務次官補在任中には、バルカン半島問題（ボスニア・ヘルツェゴヴィナ紛争）の和平交渉で主導的な役割を担い、1995年のデイトン合意成立の立役者の1人として知られる。
2009年1月20日に発足したバラク・オバマ政権では、アフガニスタン・パキスタン問題担当特使（特別代表）に任命され、長期化するアフガニスタン紛争に関連する外交問題に携わったが、2010年12月13日、特使在任のまま病気のため死去した。

## 生涯

### 生い立ち・大学卒業まで
1941年4月24日、ニューヨーク市マンハッタンで、医師のダン・ホルブルックとその妻で陶芸家のトゥルーディ・ケアル（旧姓：ムース）の間に2人兄弟の長男として生まれた。
両親は共にユダヤ人移民であり、父親のダンはワルシャワでロシア系ユダヤ人の両親のもとに生まれ、1930年代にアメリカへ移民した際に「ホルブルック」の姓を名乗るようになった。また、母のトゥルーディは元々ハンブルク在住だったが、1933年にブエノスアイレスに一家で亡命し、その後ニューヨークへやって来た人物である。彼らはユダヤ人ではあったが、無神論者だったためリチャードにユダヤ式の教育を施すことはせず、母のトゥルーディは毎週日曜日にはクエーカー教徒の集会に彼を連れて行ったという。
15歳の時、父・ダンが癌のために死去したが学業を続け、スカースデール公立高校を卒業後、奨学金（授業料全額免除）を得てブラウン大学に入学、1962年に学士号を取得・卒業した。スカースデール高校時代には、学内新聞『マルーン』のスポーツ欄の編集を担当していたという。この時『マルーン』の編集長を務めていたのがディーン・ラスクの息子であるデイヴィッド・ラスクであり、なおかつホルブルックはデイヴィッドと親友であったことから、これが縁で彼の父親とも知り合うこととなった。ディーン・ラスクはその後ジョン・F・ケネディ政権とジョンソン政権で国務長官を務めることになるが、彼はホルブルックの将来に大きな影響を与えることとなった。

### ベトナム問題との関わり
大学卒業後まもなく国務省に入省し、入省後は1年間のベトナム語研修を受けた後、ベトナム問題に携わるようになる。これ以降、現地赴任も含め通算で6年間にわたってベトナム問題に取り組んだ。国務省入りしたのは、当時の大統領であるケネディ大統領に触発され、「政府で公職に就いて働くことこそ、我々にできる最良のことだ」と考えるようになったことと、ディーン・ラスクから「外交官は、どんな仕事よりも価値がある職業だ」と聞かされていたことがきっかけである。
当初は、国際開発庁文民代表部のスタッフとしてメコンデルタ地域へ派遣され、南ベトナム政府による経済開発政策と地方政治改革政策を支援するための地方への宣伝活動任務に従事した。その後、当時サイゴンにあったベトナム大使館に移り、マクスウェル・D・テイラー大使と、その後任のヘンリー・キャボット・ロッジ Jr.大使の補佐官を務めた。この大使館勤務の頃の同僚には、ジョン・ネグロポンテ（のちにジョージ・W・ブッシュ政権下で国連大使や国家情報長官、国務副長官を歴任）やアンソニー・レイク（のちにビル・クリントン政権下で国家安全保障問題担当大統領補佐官）、レス・アスピン（のちにビル・クリントン政権下で国防長官）など、のちにアメリカの外交・軍事・安全保障政策を取り仕切ることになる人材が多数いた。
ベトナム戦争が長期化・泥沼化の様相を呈すると、当時のジョンソン大統領は打開策を探るべく、1966年、ホワイトハウスにフェニックス計画の責任者であったロバート・コウマーを座長とするベトナム問題の専門家たちを集めた特命チームを立ち上げた。このチームに、当時24歳だったホルブルックも「現地で重要な経験を積んだ、新進若手の外交官」としてチーム参加を打診されたため、本国へ帰任しチームに加わった。
ホワイトハウスで働いた後は国務省に戻り、 ニコラス・カッツェンバック国務次官の特別補佐官を務めた。この後、民主党のジョンソン政権から共和党のニクソン政権へと政権が交代したが、ホルブルックは次のエリオット・リチャードソン国務次官の下でも引き続き特別補佐官職に留まり、しばらくの間職務にあたった。特別補佐官在職中の1968年にベトナムとの和平を目指して開始されたパリでの秘密交渉においては、W・アヴェレル・ハリマン元ニューヨーク州知事とサイラス・ヴァンス国防副長官の2人を首席代表とする代表団の一員に加わっているほか、この他にもベトナム戦争の秘密報告書で、のちにニューヨーク・タイムズがスクープしたことで知られるペンタゴン・ペーパーズの作成にも携わっている。
その後国務省を離れ、 プリンストン大学の公共政策大学院であるウッドロウ・ウィルソン・スクールにフェローとして招聘され、1970年途中まで1年間研究に従事した。

### モロッコ赴任とフォーリン・ポリシー誌への関わり
国務省を離れたホルブルックであったが、その後も様々な形で外交の世界と関わっていくこととなる。1970年途中に自ら志願して「平和部隊」の現地責任者としてモロッコへ赴任し、1972年までの2年間同国に駐在した。その後はアメリカへ戻り、1976年まで外交専門誌『フォーリン・ポリシー』の編集長を務めた。また、『フォーリン・ポリシー』の編集長を務めるかたわら、「外交政策遂行に関わる政府組織に関する大統領委員会」（President’s Commission on the Organization of the Government for the Conduct of Foreign Policy）の顧問を務めた（1974年 - 1975年）ほか、『ニューズウィーク』誌の客員編集部員も務めた。

### カーター政権への参加
1976年の夏に『フォーリン・ポリシー』編集部を離れ、同年秋の大統領選挙に向けて選挙戦を戦っていた民主党の大統領候補、ジミー・カーター前ジョージア州知事の陣営に加わり、国家安全保障政策の担当者となった。選挙戦では、対立候補である現職のフォード大統領とのディベート、特に外交政策に関するディベートの準備などでカーターを補佐し、カーター陣営の勝利に貢献した。
カーター政権誕生後は、東アジア・太平洋担当国務次官補に任命され、1977年3月31日から1981年1月13日まで同職を務めた。ちなみに東アジア・太平洋担当国務次官補の職は、ホルブルックが「外交政策の師」と仰ぐW・アヴェレル・ハリマンやディーン・ラスク、フィリップ・ハビブらも経験しているポジションであり、また35歳での就任は、同職の前身である極東担当国務次官補のポストが設置されて以降、史上最年少での就任であった。
在職中はサイラス・ヴァンス国務長官の主要なアドバイザーの1人として活躍し、東アジア・太平洋地域における東側諸国との関係改善（デタント）や、1978年12月に実現した中華人民共和国との国交樹立・完全国交正常化において主導的な役割を担った。また、当時国際問題にもなっていたインドシナ難民の問題にも取り組み、特に難民問題には生涯を通じて取り組んでいくことになった。

### 東ティモール問題への関与をめぐる議論
ホルブルックは「人権外交」を標榜したカーター政権の方針もあり、東アジア・太平洋担当国務次官補として、当時すでに国際問題化していた東ティモール問題にも携わっている。1977年8月には、東ティモールでインドネシア国軍による激しい弾圧が行われているさなかにインドネシアを訪問し、スハルト大統領（当時）と会談した。
しかし、この訪問については一部から批判がなされている。メリーランド大学ボルティモア・カウンティ校の助教で、アメリカ国家安全保障アーカイブが進めているインドネシア・東ティモール関連文書収集プロジェクトの責任者も務めるブラッド・シンプソン（Brad Simpson）は、アメリカの報道番組「デモクラシー・ナウ!」に出演した際、司会のエイミー・グッドマンとのやり取りの中で「このホルブルックの訪問は、スハルト政権に対して公式に人権問題改革を要求するための訪問であったとされているが、実際のところホルブルックはスハルトと会見した際、インドネシアの人権状況は改善しているとしてスハルトを賞賛すると共に、インドネシア政府による東ティモールの西側諸国への開放・視察受け入れを歓迎する旨を伝え、その代わりに国軍の厳しい規制下にある地域へ（アメリカの）議員団を立ち入らせる許可を受けた。議員団はこの許可に基づいて規制地域に入り、そこで行われた国軍を歓迎する式典に同席し、歓迎を受けていた」という趣旨のことを述べている。そのうえでシンプソンは、「この訪問の裏側で、ホルブルックと当時国家安全保障問題担当大統領補佐官であったズビグネフ・ブレジンスキーは、連邦議会の人権派議員によるインドネシア向け軍事援助を制限・停止しようという動きを封じ、インドネシアへの武器供与を拡大するべく動いていたのだ」と述べるなど、ホルブルックらがスハルト政権による東ティモールへの弾圧やジェノサイドを容認・黙認していたと非難している。

### カーター政権終了後から駐ドイツ大使任命まで
カーター大統領が1980年の大統領選挙で共和党のロナルド・レーガン元カリフォルニア州知事に敗れ、1981年1月に退任すると、ホルブルックも政府を離れた。
離職後はリーマン・ブラザーズの上級顧問に迎えられ、1985年から 1993年までのおよそ8年間は、同社の常務取締役も務めた。またリーマン社で働くかたわら、カーター政権時代にウォルター・モンデール副大統領の補佐官を務めていたジェームズ・A・ジョンソンと共にコンサルティング会社「パブリック・ストラテジーズ（Public Strategies）」を立ち上げ、同社の副社長に就任している。
さらに、この間には文筆活動にも取り組んでおり、1991年にはジョンソン政権下で国防長官を務め、民主党内で一種のフィクサー的な存在であったとされるクラーク・クリフォードの回顧録・“– Counsel to the President: A Memoir. -”に共著者として名を連ねている。

### 政治活動
このように実業家・文筆家として活動する一方で、ホルブルックは政治活動にも引き続き携わっていた。1988年の大統領選挙の際には、民主党の予備選に出馬したアル・ゴア上院議員（テネシー州選出、のちにビル・クリントン政権で副大統領に就任）の主任政策アドバイザーとして選挙戦を戦ったほか、4年後の1992年の大統領選挙の際には、この選挙で当選し大統領となるビル・クリントンのアドバイザーも務めている。
また、 1992年にはウィンストン・ロード元中国大使が委員長を務める「アメリカと変化する世界に関するカーネギー委員会（The Carnegie Commission on America and a Changing World）」の委員を務めたほか、ニューヨーク・カーネギー・コーポレーションとピーターソン国際経済研究所が共同で資金を提供した「政府と改革に関する超党派委員会（the bipartisan Commission on Government and Renewal）」の委員長と首席報告書執筆者を、さらにはカーネギー国際平和基金とピーターソン国際経済研究所が共同で資金を提供した諮問委員会（blue-ribbon Commission）でも、委員長と首席報告書執筆者を務めている。このうち、カーネギー国際平和基金とピーターソン研究所が共同で資金を提供した諮問委員会においては、『大統領当選者（クリントン）へのメモ：（政権発足・大統領就任に向けた）準備の過程で役立てて頂くために（“Memo to the President-Elect: Harnessing Process to Purpose”）』と題した報告書をまとめている。

#### ボスニアとの関わり
また、この時期からボスニア問題に深く関わっており、1992年にボスニアを2度訪問するなど、在野の人間ではあったが当時大きな国際問題となりつつあったボスニア・ヘルツェゴヴィナ紛争にも比較的早くから携わり、紛争の激化に警鐘を鳴らしていた。
この訪問時は2回とも、難民を支援する活動を行っている国際NGO・「レフュジーズ・インターナショナル（Refugees International）」の理事会メンバーとして、紛争による被害状況の実地視察・調査のために一般市民の資格で入国している。この訪問は、ホルブルックにバルカン半島政策でより積極的な政策を推進すべきだという確証を与えたようで、彼は同僚に宛てたメモの中で「ボスニアは、アメリカの対ヨーロッパ政策の試金石となるだろう。だからこそ我々は、ボスニア問題に対するあらゆる試みを成功させなければならない」と述べている。

### 駐ドイツ大使への就任
1993年、前年の大統領選挙で現職のジョージ・H・W・ブッシュを破ったビル・クリントンが大統領に就任すると、選挙戦でクリントン陣営のアドバイザーを務め、外交経験も豊富なホルブルックにも外交ポストが割り当てられるのではないかと予想された。当初は、そのアジア外交における長年の経験と深い知識を買われ、駐日大使への任命が予定されていたが、駐日大使にはモンデール元副大統領が任命され、ホルブルックには予想外ともいえる駐ドイツ大使のポストが割り当てられた。
この時の経緯については、デイヴィッド・ハルバースタムが著書『静かなる戦争』の記述の中で詳細に取り上げている。それによればホルブルックは当初、国務長官候補に挙がったとされているが、人選担当者から「圧倒的な行動力と知性を持つが、『自己中心的』という点でも飛び抜けている」など（詳細は後述）、才能を評価しつつも人格・性格面での欠点を懸念する声があったことに加え、 クリントンの下で政権移行チームに加わっていたウォーレン・クリストファーやアンソニー・レイクらが彼を政権の高位ポストに就けたがらなかったこともあって、ホルブルックの国務長官や副長官、さらには次官に就任する道は閉ざされたとされている。そこで、彼のアジア外交における長年の経験と深い知識を生かすことの出来る駐日大使のポストに就けることが検討されたが、当初は駐ロシア大使に内定していたモンデールが、芸術に関心の深いジョアン夫人の意見もあって駐日大使を希望するようになったため、ホルブルックは一時何のポストにも就けない可能性すらあったという。しかし、クリントンとホルブルックの共通の友人で、のちに国務副長官としてクリントン政権入りを果たすことになるストローブ・タルボットらの強力なプッシュにより、結果的に残っていたポストの1つである駐ドイツ大使が割り当てられたとされている。
ホルブルックがドイツ大使を務めた時期は、ちょうど東西ドイツ統一から数年後のことであり、彼も大使として新生ドイツとアメリカの関係構築に取り組んだ。彼のドイツ大使在任中におけるハイライトとなったのは、1994年7月のクリントン大統領の訪独（ベルリン訪問）である。この時は、数千人ものドイツ市民が沿道を埋め尽くして訪問を歓迎するなどクリントンの訪独は成功裏に終わり、ホルブルックは訪問成功の立役者の1人となった。また彼はドイツ駐在中、対ドイツ政策以外にもアメリカのNATO拡大促進政策やボスニア内戦への対応など、クリントン政権の外交政策決定において重要な役割を担った。

### 米独交流への寄与
また、ホルブルックは米独の文化交流にも大きな役割を担った。彼の発案に基づき、第二次大戦・冷戦の象徴でもあったアメリカ陸軍ベルリン旅団が撤退を完了した翌日の1994年9月9日、リヒャルト・フォン・ヴァイツゼッカー元ドイツ連邦大統領とヘンリー・キッシンジャー元アメリカ合衆国国務長官を共同所長とする文化研究機関「ベルリン・アメリカン・アカデミー」の設立が発表された。この3日後にホルブルックはドイツ大使を離任したが、発表からおよそ3年後の1998年には、ヴァンゼー湖畔にあるドイツ系ユダヤ人の銀行家ハンス・アルノルト（Hans Arnhold）がかつて所有していた別荘を利用した研究施設が開設されるなど、計画は引き続き推し進められた。ちなみにホルブルック自身も、2001年にジョージ・W・ブッシュ政権への政権交代に伴って国連大使を離任した後、同アカデミーの所長に就任している。
現在同アカデミーは、米独関係における重要なコネクションの1つとなっており、フェローとして作家や経済学者、各国政府高官、公共政策の専門家など様々な分野の専門家が招聘されている。招聘された人物の中には、ピューリッツァー賞受賞者で劇作家のアーサー・ミラーや、同じくピューリッツァー賞受賞者で小説家のジェフリー・ユージェニデスのような著名な文化人、あるいはデニス・ロス（Dennis B. Ross）やJ・ステイプルトン・ロイ（J. Stapleton Roy）のような高位の外交官なども含まれている。
また、ベルリン・アメリカン・アカデミーは2007年から「ヘンリー・A・キッシンジャー欧米関係賞（Henry A. Kissinger Award for Transatlantic Relations）」を設立し、1年ごとに欧米関係の発展に功績のあった人物に対する表彰を行っている。2007年の第1回受賞者にはドイツのヘルムート・シュミット元首相が、2008年の第2回受賞者にはジョージ・H・W・ブッシュ元合衆国大統領がそれぞれ選ばれている。

### ヨーロッパ・カナダ担当国務次官補への就任

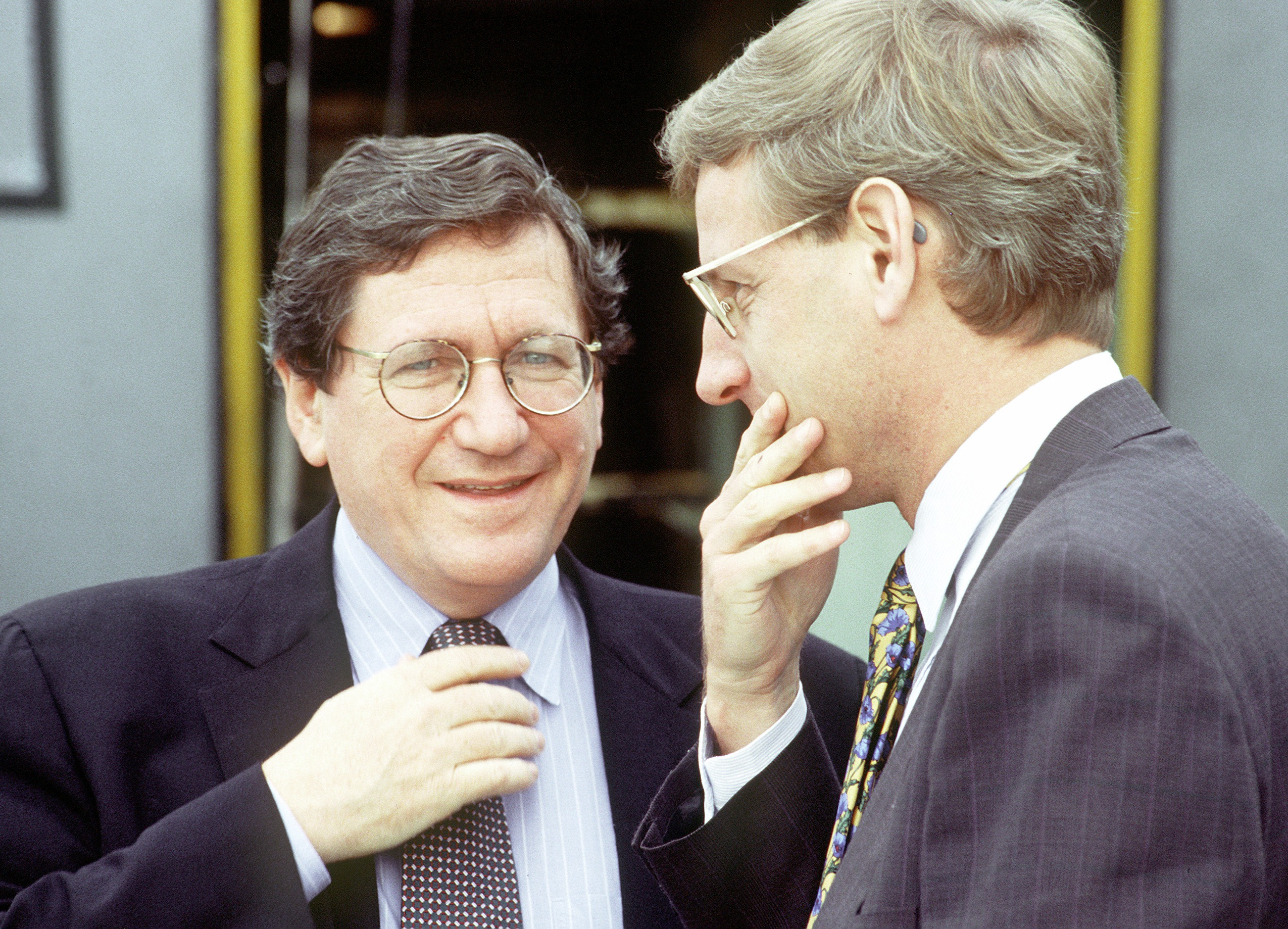
1995年10月にサラエヴォで開かれたボスニア和平交渉の前に、ボスニア・ヘルツェゴヴィナ上級代表（当時）のカール・ビルトと話すホルブルック（左）

ドイツ大使を離任したホルブルックは、帰任後すぐにヨーロッパ・カナダ担当国務次官補（Assistant Secretary of State for European and Canadian Affairs）に就任し、1996年2月に一身上の都合により辞職するまで同職を務めた。
在任中は、ドイツ大使時代から取り組んでいたNATOの拡大戦略実現に尽力したほか、バルカン半島問題においては和平交渉担当チームの中心的役割を担った。特にボスニア・ヘルツェゴヴィナ紛争においてはその和平交渉を一手に仕切り、ボスニアのムスリム、セルビア人、クロアチア人の3勢力を、時になだめすかし、時にNATO軍による空爆をちらつかせながら約3カ月にわたるシャトル外交の末に交渉のテーブルに着かせると共に、2度の徹夜を含む20日間連続の交渉を行い、1995年のデイトン和平合意の成立を実現させた一番の立役者とされる。この功績を評価され、翌1996年にはドイツ国防省よりマンフレート・ヴェルナー・メダルを贈られている。また、ノーベル平和賞の候補にもたびたび名前が挙がったとされる。
このようにクリントン外交の中心人物として活躍していたが、1995年に3番目の妻であるカティ・マートンと再婚しており、彼女と過ごすためにニューヨークへ戻りたいという理由から、1996年2月に次官補を辞任した。

### 国連大使就任までの活動
再び国務省を去った後は、クレディ・スイスグループの投資銀行であるクレディ・スイス・ファースト・ボストンに加入し、最終的には副会長も務めた。また、実業家として働く一方で、クリントン大統領からの要請を受けてバルカン半島問題担当特使などを務めるなど、在野の人間となっても外交畑から距離を置くことはなかった。

### バルカン半島問題担当特使への就任
ホルブルックは次官補退任の際、クリントン大統領からバルカン半島問題で挙げた功績を評価され、バルカン問題担当特使（特別代表）に「（政府の人間ではなく）民間人として」就任するよう直々に打診を受けていた。
この打診を受け、彼は1997年に「民間人として」バルカン問題担当特使に就任し、1999年に国連大使に就任するまでの間、同職を務めた。この時には、バルカン問題担当と併せてキプロス問題担当特使のポストも受命している。また、特使を務めるにあたっては無報酬を原則としていた（いわゆるプロボノ）。
特に1998年から翌1999年にかけては、コソヴォ紛争の解決に向けて尽力した。しかし和平交渉は困難を極め、1999年3月18日には、解決に向けて提案されたランブイエ合意にセルビア側が署名を拒否するなど、交渉は再び行き詰まりの様相を呈した。これを受けてホルブルックは3月21日、ユーゴスラビアの首都・ベオグラードを訪問し、当時のスロボダン・ミロシェヴィッチ大統領に対し事実上の最後通告を突きつけている。しかしミロシェヴィッチ側はこれを黙殺する姿勢をとったため、NATO軍は3月24日より空爆（アライド・フォース作戦）を開始し、ユーゴスラビアに対する武力行使・介入に踏み切ることとなった。
この特使在任中には、自身のバルカン半島問題に関する体験について大量の文章を書き記しており、1998年にこれを1冊の本にまとめ、出版した。この“To End a War”と名付けられた回顧録では、デイトン合意成立に向けた和平交渉を担当していた頃の体験などが記されている。この本は大きな反響を呼び、ニューヨーク・タイムズの編集者が選ぶ「1998年に出版・発売された11冊の良書」のうちの1冊に選ばれるなど、好評を博した。
ただし、この回顧録の内容については異論もある。例えば、スルプスカ共和国元大統領のラドヴァン・カラジッチや、デイトン合意へ向けての和平協議にも参加したボスニア・ヘルツェゴヴィナの元外相ムハメド・サツィルベイなどは、「ホルブルックはカラジッチとの間で、カラジッチが大統領職を辞任し政界から身を引くなら、その見返りとして旧ユーゴスラビア国際戦犯法廷（ICTY）による訴追を受けない（身の安全を保障する）旨の密約を結んでいた」と主張している。ただしホルブルック自身は、このカラジッチの主張に「全くの嘘だ」と反論し、密約の存在を否定している。

### 国連大使への就任
1999年8月25日、ホルブルックはエネルギー長官に就任するため辞任したビル・リチャードソンの後任として、第22代国連大使に就任した。
在任中は、コフィー・アナン事務総長（当時）と緊密な関係を築くことにより、長らく緊張関係にあったアメリカ政府と国連の関係改善に努め、多くの懸案を解決したことで知られている。なかでも国連分担金の未払い問題など、アメリカと国連が対立する最大の要因となっていた分担金の支払い問題を解決したことは特に有名な業績として知られる。

### 国連分担金の支払い問題
アメリカは長らく国連の財政システムや組織構造の抜本的改革を求めていたが、改革がなかなか進まないことを批判して国連分担金の全額支払いを拒んでいたために累積未払い額が増加を続けており、このまま増加が続くとアメリカは国連総会での投票権を失う可能性があった。このためホルブルックはアナン事務総長や他の国連加盟国188カ国などと交渉にあたり、2000年12月末に全加盟国との合意にこぎ着けた。合意の内容は、国連側がアメリカの国連分担金負担比率を引き下げる代わりに、アメリカ側が累積未払い金を支払うことを立法化によって保障するというものであった。この合意に基づく形で、アメリカ側は上院外交委員会委員長のジェシー・ヘルムズ上院議員（共和党・ノースカロライナ州選出）と、同委員会筆頭理事（ranking menber）のジョセフ・バイデン上院議員（民主党・デラウェア州選出）が協議のうえ、国連に総額9億2600万ドルの未払い金を支払う旨を盛り込んだ法案を共同提出し、成立させた（「ヘルムズ-バイデン法案」）。
未払い金支払いを実現させる一方で、当時アメリカ経済が好調であったことから、それによって分担金の支払い額が増加することを避けるため、ここでは従来通りの「国連の財政システム構造は旧態依然としており、抜本的な改革が必要である」とする主張を行い、未払い金支払いと引き替えに得た負担金減額幅を死守するべく交渉を行った。
この交渉は2000年の秋に重大な局面を迎えた。ホルブルックは、既に連邦議会が先述のヘルムズ-バイデン法案で支払いを認めた額と、今後アメリカ政府に課せられることになる支払い額とのギャップを埋めるため、実業家で億万長者としても知られるテッド・ターナーが率いる国連財団から前例のない寄付を受けることによってこのギャップを解消・決着させ、アメリカの得た減額幅を死守しつつ、再び未払い金が増加する事態を回避した。この取引が実現した際、ホルブルックと彼の率いた交渉チームは、上院外交委員会においてスタンディングオベーションを受けたという。

### アフリカの諸問題への取り組み
国連分担金の支払い問題と並ぶホルブルックの業績として、安全保障理事会におけるHIV・エイズ問題の審議を実現し、決議採択を得たことが挙げられる。このように、公衆衛生問題を全世界的な安全保障問題を扱う安保理の場で審議し、決議を採択したのは史上初めてのことであった（詳細は後述）。
また、アフリカにおける紛争問題にも取り組み、2000年1月には、アメリカが安保理議長国となった機会を利用して、アフリカの諸問題を集中的に審議する6回の連続審議を実施した。このセッションでは、南アフリカ共和国のネルソン・マンデラ元大統領などアフリカ諸国の国家指導者たちが招請されたほか、アメリカのアル・ゴア副大統領などアフリカのみならず世界各国の指導者たちも招請され、主に当時混乱が続いていたコンゴ民主共和国やアンゴラなどへのより強力な介入を目指し、協議が行われた。この協議の中でホルブルックは、アフリカにおける紛争に対する世界各国の関心が低いとして、それを「二重基準だ」と非難している。また、彼は同年、国連安保理代表団の団長としてアフリカ諸国（コンゴ民主共和国・ザンビア・ジンバブエ・ルワンダ・ウガンダなど紛争地域も含めて）を実際に訪問している。

#### 感染症対策への取り組み
ホルブルックのアフリカ問題への取り組みは、紛争問題のみならずHIV・エイズや結核、マラリアなどの感染症対策にも及んだ。2000年1月の、アメリカが安保理議長国となった機会を利用して行った6回の連続審議では、国連安保理の歴史上初めてアフリカにおけるエイズ問題に関する審議を行った。このように、安保理で保健衛生問題をテーマにした審議が行われたのは史上初めてのことであった。この審議では、当時のゴア副大統領が議長を務め、最終的に「エイズは全ての国家にとって安全保障上の脅威である」とする宣言が採択された。
また、彼は国連大使を離任した後も感染症対策に引き続き取り組んだ。大使離任から1年後には、経済界の支援を動員したエイズ対策を目的とするNGOの運営を引き継ぎ、代表に就任した。ホルブルックが運営を引き継いだ当初、このNGOはおよそ17の参加者を要する小さな組織でほぼ活動停止状態にあったが、彼はその後組織の発展・改編に取り組み、このNGOを225以上の参加者を要する（2008年現在）世界規模の組織へと成長させた。
現在この組織は、エイズのみならず結核やマラリアといった、いわゆる「3大感染症」全てに活動対象を拡大しており、「エイズ・結核・マラリアに関する世界経済界連合（Global Business Coalition on HIV/AIDS, Tuberculosis and Malaria ＜略称:GBC＞）」という組織名で現在も活動している。GBCは、主に2002年に設立された世界エイズ・結核・マラリア対策基金に対する経済界からの支援を募ることを活動内容としており、現在では3大感染症撲滅を目指す活動の中でも中心的な役割を担っているとされる。GBCには、コカ・コーラやタイム・ワーナー、ダイムラー・クライスラー、リーバイ・ストラウス、ユニリーバ、スタンダード・チャータード銀行など、アメリカをはじめとする世界各国の大手企業も参加者に名を連ねている。

### イスラエル・ユダヤ関係の取り組み
ホルブルックは、国連におけるイスラエルやユダヤ人団体の地位確保にも取り組んだことで知られる。その一例として挙げられるのが、イスラエルをアメリカと繋がりのある地域グループへ引き入れたことである。
イスラエルは元々、国連の地域グループ分類ではアジアグループに属するべき国であった。これはイスラエルの地理的位置に基づく分類であったが、このグループには当然アラブ諸国も多く含まれており、イスラエルがアジアグループの一員として活動することを許容しないアラブ諸国の働きかけによって、イスラエルのアジアグループにおけるメンバー資格は停止されていた。このため、イスラエルは長らくどこの地域グループからも締め出されている状況にあり、国連内では孤立した立場となっていた。
そこでホルブルックは、イスラエルを西ヨーロッパ諸国などで構成される西ヨーロッパ・その他グループ（Western European and Others Group：WEOG）へ引き入れることを発案し、2000年5月、イスラエルを暫定措置という形ではあるが、WEOGの正式メンバー（フルメンバー）として迎えた。これによって、イスラエルは長年続いてきた地域グループから排除された状態を脱することができ、各種国連機関のポストにも立候補する道を開くことができた。この効果は、2005年6月14日に行われた第60回国連総会（同年9月開会）の正副議長を決める選挙において、ダン・ギラーマン大使が副議長の1人に選出されるなど、明確な形となって表れている。
また彼は、国連大使としての任期末期には、アメリカのユダヤ人女性ボランティア団体であるハダサ（Hadassah，正式名称は「全米シオニスト女性協会（the Women's Zionist Organization of America）」）に対して、アラブ諸国の代表からの強い反対を押し切って、国連が経済社会理事会に参加するNGOに与える諮問資格（Consultative Status）を与えたことでも知られている。

### アフガニスタン・パキスタン問題担当特使への就任

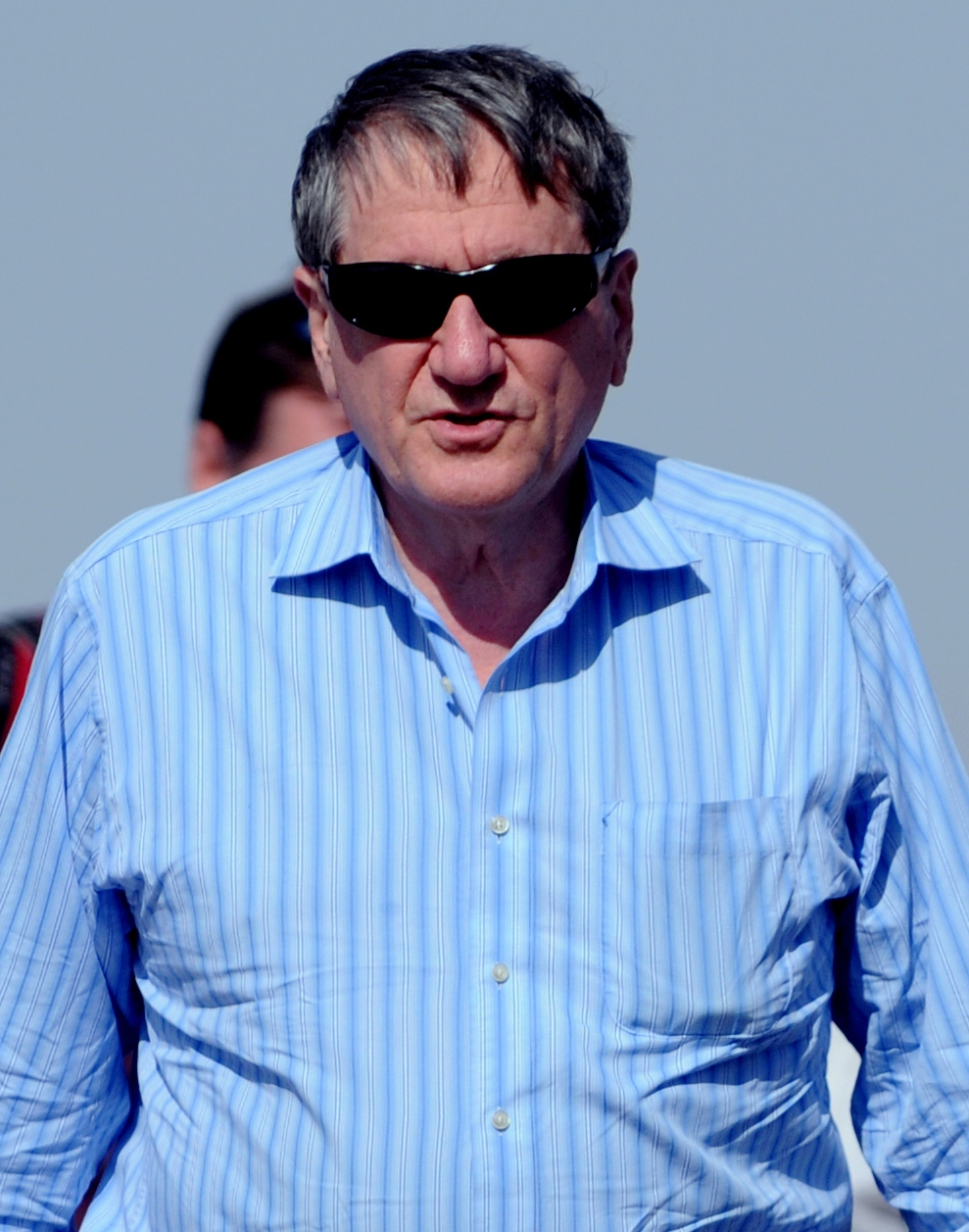
2009年8月、西アフガニスタンの治安維持を担当する多国籍部隊の司令官からの報告を受けるため、アフガニスタンのヘラートを訪問した際のホルブルック

国連大使離任後長らく民間でのNGO活動などを続けていたホルブルックであったが、2004年の大統領選挙の際には民主党大統領候補に指名されたジョン・ケリー上院議員のアドバイザーを務めたほか、4年後の2008年の大統領選挙の際にも、民主党指名候補の座を争っていたヒラリー・ローダム・クリントン上院議員（当時）の支援者・アドバイザーとして選挙キャンペーンに参加した。2008年の選挙キャンペーンは、クリントンがライバルであるバラク・オバマ上院議員（当時）に敗北するという形で終わったが、ホルブルック自身はその後2009年1月に、本選挙での当選を果たし大統領となったオバマからの指名を受け、アフガニスタン・パキスタン問題担当特別代表（特使）に就任、公職へと復帰した。なお、オバマ政権発足当初はマデレーン・オルブライトらと共に、クリントン政権発足時に続き再び国務長官候補に名前が挙がったとされているが、国務長官のポストにはオバマと民主党大統領候補の座を争ったクリントンが指名され、国務長官就任は再度叶わなかった。
特使として彼は、国連での タリバンとの和平交渉を担当する特使ポスト新設に向けた動きを支援しようとするダグラス・ルート将軍の動きを封じたとされる。また、オバマ大統領にアメリカ軍の増派や援助の増強などを進言すると共に、自らも特使として専門家などを集めた独自の政策立案チームを結成し、総勢1,000人を超える外交官や民間人をアフガニスタンに送り込むなど、主に民生支援の分野について人材の結集と派遣による政策立案・遂行を図った。
アフガニスタンの復興・安定化に向けた政策については、基幹産業である農業の育成が重要であると考えており、マザー・ジョーンズ誌のデイヴィッド・コーン記者の質問に対し、「今ワシントン（アメリカ政府）が採ることができる最もコスト対効果の高いアフガニスタン安定化政策は、過去に同様のケースで採られてきた政策に倣い、アフガンの農業セクターを生産性が高く利益が得られる輸出品目を作ることによって成長させることだ。過去の成功例に倣えば、アフガンは資金や雇用を得ることができ、それが国家の安定にも繋がる」と答えている。また、アフガニスタンの一部地域などで盛んに行われている麻薬（特にケシ）の栽培については、「抜本的な再検討」が必要であるとし、アフガン政府などが行っている厳しい取締り政策は失敗するだろうと述べるなど、厳しい取締り一辺倒な対策には懐疑的な見方を示していた。
紛争自体の解決と和平については、この紛争で軍事的勝利を得ることは無理だと考えており、なおかつ「タリバンをアル・カーイダから引き離すことは可能だ」と考えていたことなどから、タリバンも和平交渉プロセスに参加させるという「政治的解決」が必要だと考えており、彼らを和平交渉に参加させるべく交渉を行うと共に、ハーミド・カルザイ大統領率いる現政権側にも、政治的混乱を収拾し、タリバンとの政治的解決を目指すよう強く求めていた。
しかし一方で、ホルブルックの能力や経験をもってしても、アフガニスタンに安定をもたらすことは難しかったのではないかと見る向きもある。彼は、アフガニスタン政府のトップであるカルザイ大統領との折り合いが悪く、良好な関係を築けていなかったとされる。また、2009年のアフガン大統領選挙では、大規模な不正があったとしてピーター・ガルブレイス国連アフガニスタン担当次席特別代表らと共に選挙のやり直しを検討すべきだと主張し、ガルブレイスの上司であり、公正な選挙による民主主義の実現よりもまず治安安定を優先しようとするカイ・エイデ首席特別代表などと対立した。この選挙不正疑惑をめぐっては、最終的にガルブレイスが潘基文・国連事務総長によって解任される事態に発展している。このような状況から、前述のマザー・ジョーンズ誌のコーン記者は、「ホルブルックは、（アフガンの安定化に）何も進展をもたらさなかった」と評している。

## その他の活動
外交官としての顔がよく知られているホルブルックだが、外交官以外にも実業家・投資家、あるいは文筆家、研究者、教員などとしての顔も併せ持ち、公職から離れていた時期でも多方面で活動していた。中でも、研究者・団体役員としては多くのシンクタンクや財団・NGOに関わり、メンバーや役員として活動したことで知られる。

### 実業家・投資家としての顔
外交官としての経歴の一方で、実業家・投資家としての顔も併せ持っていたことで知られる。リーマン・ブラザーズやクレディ・スイスで経営に携わった経歴を持つほか、未公開株を専門とする投資会社・ペルセウス LLCの副会長を務めていた時期もある。
また、国連大使を離任した後の2001年2月から2008年7月までのおよそ7年半にわたり、AIGの取締役会にも名を連ねていた。彼が取締役を務めていた時期は、ちょうどAIGが非常に投機的なクレジット・デフォルト・スワップ（CDS）に投資を行っていた時期であり、この投資が後にサブプライムローン問題に端を発した金融危機の際のAIGの経営危機と、連邦政府による公的救済（1000億ドルを超える公的資金注入）を招くことになったことから、取締役会の一員であった彼を批判する向きもある。
また2008年6月には、コンデナスト・パブリケーションズが発行していたビジネス専門ウェブマガジン『コンデナスト・ポートフォリオ（Conde Nast Portfolio）に、自身と息子が住宅ローン大手のカントリーワイド・フィナンシャル社から、同社の当時のCEOであるアンジェロ・モジロの私的な友人ということで、一般よりも特別に利率が優遇された（低利の）ローンの提供を受けていたのではないかとする疑惑を報じられている。

### 研究者・団体役員としての顔
公職から離れていた時期でも外交官の経験や経済界との繋がりを生かし、外交・安全保障などの分野を中心に、シンクタンクやNGOなど各種団体の役員に名を連ねるなど、民間レベルでの活動に深く携わっていた。
特に外交・安全保障問題については、外交問題評議会（CFR）や国家安全保障ネットワーク（NSN）、国際戦略研究所（IISS）といった複数のシンクタンクに在籍していた経歴を持つ。このうち、CFR在籍時には理事会メンバーに名を連ねていたことがあるほか、NSN在籍時にも同ネットワークの諮問委員会メンバーに名を連ねていた。また、ズビグネフ・ブレジンスキーやデイヴィッド・ロックフェラーが中心となって設立した日米欧三極委員会にも、「公職にあった経歴を持つ人物」の1人として参加していた。
また、地元ニューヨークで活動する団体にも所属しており、市民生活の向上を目指した活動を行うニューヨーク市民委員会（The Citizens Committee for New York City）や、ニューヨークの経済人が多く所属するニューヨーク経済クラブ（The Economic Club of New York）に参加していた。
この他にも、「ベルリン・アメリカン・アカデミー」と「エイズ・結核・マラリアに関する世界経済界連合」の2団体については、前述のようにその設立や運営に深く関わった経歴を持っており、特に後者についてはオバマ大統領からアフガニスタン・パキスタン担当特使に任命されるまで代表を務めていた。また、アジア問題についての研究を行うNGOであるアジア・ソサイエティの会長を務めたほか、アメリカ自然史博物館、マラリア・ノー・モア、安全なアメリカのためのパートナーシップ（PSA）、全米民主主義基金、セルジオ・ヴィエイラ・デ・メロ記念財団など多くの組織で役員や諮問委員を務めていた。

### 教職
教職にも就いたことがあり、自身の母校であるブラウン大学のワトソン国際問題研究所で、総合教授（合科教授，professor-at-large）として指導に当たった経歴を持つ。

### メディア・文筆活動
文筆家としての顔も持ち、1991年に出版されたクラーク・クリフォードの回顧録・“– Counsel to the President: A Memoir. -”に共著者として参加しているほか、1998年には自身のデイトン合意成立に向けた和平交渉を担当していた頃の体験などをまとめた回顧録・“- To End a War -”を単著として出版している。
また、書籍以外にコラムなどの執筆にも関わっており、ワシントン・ポスト紙と、非営利のコラム・分析記事配信を行うプロジェクト・シンジケートにおいて、月1回のコラムを連載していた。
また、テレビ出演の経験もあり、変わったところでは2007年3月20日に、著名なコメディアンであるスティーヴン・コルベアが司会を務めるコメディ番組、「コルベア・レポー」に出演している。この時は、コルベアが同番組の中で演じるキャラクターであるスティーヴン・コルベア博士が、自身の名を冠するベン&ジェリーズ社のアイスクリーム「スティーヴン・コルベアのアメリコーン・ドリーム味（Stephen Colbert's AmeriCone Dream）」が、同日のゲストで、カントリー・ミュージックの大御所であるウィリー・ネルソンの名を冠して同社から発売されている「ウィリー・ネルソンのカントリー・ピーチ・コブラー味（Willie Nelson’s Country Peach Cobbler Ice Cream）」の存在によって脅かされているとしてネルソンと論議になった際、それを仲裁する大使役として登場し、「仲直りの印として、両者がお互いの名を冠したアイスクリームを試食し合うということで和解させる」という仲裁を披露すると共に、その後ネルソンの代表曲の1つである「オン・ザ・ロード・アゲイン（On the Road Again）」を2人と共に合唱している。

### 外交問題に対するコメント
外交の専門家として、外交問題に対する意見も多く述べており、直近ではイラク問題についても積極的に意見を述べていた。
特に2001年1月には、「イラクは、発足するブッシュ次期政権が国連の舞台で直面する大きな外交問題の1つとなるだろう」と語ったうえで、「サッダーム・フセインの行動は依然として容認できるものではなく、私の見解では、フセインが大量破壊兵器を保有している可能性のみならず、彼が持つ本質そのものによって、イラク周辺地域、ひいては世界全体を引き続き危険に晒されることになる。彼の『国内を強権的・強圧的に支配しよう』という意思は、世界的に見ても何ら珍しいものではないが、その意思に彼の『問題を国際問題にしよう』という意思が合わさってしまうと、フセインは常に明確な、現実の危険・脅威となる」と述べ、ブッシュ政権がイラクのフセイン政権と対立し、ひいては戦争へと向かっていくことを予見するかのような発言を行っていた。
また、2007年2月24日には、民主党が毎週1回放送しているラジオ演説の中で、「慎重かつ段階的なアメリカ軍のイラク撤退」も含めた「イラクに関する新戦略」をブッシュ政権に求め、同時に「イラク安定化のため、ペルシャ湾沿岸地域での新たな外交攻勢」が必要であると述べている。
この他にも、2008年8月に発生したロシアとグルジアによる南オセチア紛争について、同年初頭に受けたCNNのインタビューの中で、既に紛争の発生を予見する発言を行っていた。

## 死去
2010年12月10日午前、国務省で執務中に不調を訴え、省内の診療室で診察を受けた後、同日午後にジョージ・ワシントン大学付属病院に緊急入院した。クリントン国務長官との面会中だったとも、面会直後だったとも伝えられている。
診察の結果、心臓の大動脈解離が原因であることが明らかになり、約20時間に及ぶ緊急手術を受けたものの、翌12月11日には重体に陥った。その後も12日に追加の手術・処置を受けたものの回復せず、倒れてから3日後の12月13日、大動脈解離に起因する大動脈破裂のため死去した。満69歳没。
家族の証言によれば、生前最期の言葉は、手術を受ける前に医師に対して語った「アフガンでの戦争を終わらせなければならない。」だったとされる。そして、奇しくもその最期のやり取りを交わしたのは、自身が最後に特使として関わっていたパキスタン出身の外科医だったという。
死去をうけてオバマ大統領は、「アメリカをより強く、より安全で、より尊敬される国家にしたアメリカ外交の真の巨人」と評し、その死を悼んだ。また、ニューヨーク・タイムズに寄稿しているコラムニストのフランク・リッチも、「彼の早過ぎる死は、多くのアメリカ人が未だ実感できないほど大きな悲劇である」とその死を表現している。
死去から1ヶ月後の2011年1月14日には、ワシントンD.C.のジョン・F・ケネディ・センターで追悼式典が開かれ、オバマ大統領やビル・クリントン元大統領、ヒラリー・クリントン国務長官がスピーチを行ったほか、海外からもパキスタンのアースィフ・ザルダーリー大統領とグルジアのミヘイル・サアカシュヴィリ大統領の元首2人を筆頭に、世界各国から20人の各国外相と125人の外交当局代表者が出席した。なお、特使の任務は次席特使（次席特別代表）を務めていたフランク・ルッジェーロが臨時代理として一時的に引き継ぎ、その後2011年2月22日に、政治担当国務次官などを務めた経験を持つマーク・グロスマンが正式な後任に就任している。

## 政治的信条・立ち位置
生涯を通して政治家ではなく外交官という立ち位置だったこともあって、ホルブルックの政治的信条や立ち位置を示す資料は多くない。しかし、民主党に所属し、ニクソン政権の一時期を除けばケネディ・ジョンソン・カーター・クリントン・オバマと一貫して民主党政権の下で働いていることなどから、一般的な民主党員と同様に中道からリベラルの立場に属していると考えられていたようである。現に、イギリスのデイリー・テレグラフが2010年に実施した「アメリカ政界で最も影響力のあるリベラルな人物100人」のランキングでは、クリントン政権で大統領首席補佐官を務めたジョン・ポデスタに次ぐ37位にランクインしている。
しかし、コソヴォ問題において介入を積極的に推進するなど、特に民族紛争など人道問題における武力介入を支持・主張したことから、軍事力を用いた「力による外交」を重視するグループに近いとみなされることもある。一般的に民主党の主流派であるリベラル派は、リンドン・ジョンソン政権下でベトナムに積極的な軍事介入を実施して戦争の長期化・泥沼化を招いたトラウマから、このような軍事介入に消極的であるとされていることもあり、その意味でホルブルックはマデレーン・オルブライトらと並び、特に外交・安全保障政策におけるタカ派グループ、いわゆる「リベラル・ホーク」（民主党タカ派）に属する（もしくは極めて近い）と考えられている。また上司であり、盟友かつ友人でもあったヒラリー・クリントン国務長官によれば、ホルブルックの立ち位置は「リベラルな介入主義者」、「ネオコン」、「多国間主義者」、「リベラル・ホーク」など、様々に形容されていたという。

## 性格・人物評
長年にわたる外交官としてのキャリアを持ち、デイトン合意成立などの功績を挙げたことから、有能な外交官として評価が高い。その手腕は直言型で時に強引とも評され、「ブルドーザー」や「猛牛（レイジング・ブル）」、「剛腕」との異名を取った。その有能さから、アフガニスタン・パキスタン特使在任中は、直属の上司であるクリントン国務長官から絶大かつ全面的な信頼を寄せられていたとされる。しかしながら、たびたび国務長官の候補に名前が挙がったり、ノーベル平和賞の候補にも挙げられることもあったこともあったが、国務長官については3度の就任機会をいずれも逃し、またノーベル賞についても受賞を逃すなど、その有能さや業績を評価されながらも閣僚ポストや大きな栄誉に恵まれなかった人物でもある。このように、アメリカ外交に大きな影響を与えながらも最後まで閣僚（政治家）になることなく、外交官として公務にあたったことについて、ニューズウィーク誌のコラムニスト兼編集委員であったジョナサン・オルターは、「ジョージ・ケナンとチャールズ・ボーレンの2人と同じ（閣僚になれなかった境遇を持つ）人物である」と述べている。
彼の交渉術について、交流のあったヘンリー・キッシンジャーは「リチャードに何かを頼まれたら、素直に『イエス』と言った方がいい。『ノー』と言っても、いずれは『イエス』と言わされ、それまでの旅路は多大な痛みを伴うからだ」と述べ、その交渉術を高く評価している。また、政策に関する立案力・見識についても定評があり、クリントン政権で上司にあたる国務副長官を務め、個人的にも交友があったストローブ・タルボットは、NATO拡大とヨーロッパの安全保障に関わる政策についての彼の見識・能力について「NATOの将来とヨーロッパの安全保障について、アイディアを作り出すワンマン工場」と高く評価している。このような有能さと共に、自信家・野心家の一面も併せ持っていたとされ、アフガン・パキスタン担当特使に起用された際にも、「私の経歴でもっとも困難な仕事」としながらも「成功が不可能なら、この仕事には就いていない」と述べるなど自信を見せていたという。また、ホルブルックの人物評については、ベトナム戦争中に外交官とジャーナリストという立場で出会い、その後終生にわたって交友があったデイヴィッド・Ĵが著書『静かなる戦争』の中で多くを記しているが、ハルバースタムはホルブルックの人物像について、彼の旧友の言葉を引用し「回転ドアに入った時には後ろにいたのに、出る時には前にいる」と評している。
しかし、有能であるがゆえに自信家かつ強引で野心が強く、自分の意見をまず優先しようとする傾向がある、また単独プレイやスタンドプレイを好み、人を踏みつけにする傾向もあるなど人格的・性格的な欠点も多分にあったとされ、このため非常に毀誉褒貶が激しく、同僚の中でも彼のことをよく思わない人物や敵は多かったとされる。ハルバースタムはこの点についても『静かなる戦争』の中で取り上げており、クリントン政権発足時にホルブルックが国務長官候補に挙がったエピソードやデイトン合意に関連するエピソードを引き合いに出し、前者においては人選担当者の「才能には恵まれているが、リスクも大きい」、「手がかかる人物」、「圧倒的な行動力と知性を持つが、『自己中心的』という点でも飛び抜けている」、「チームプレイをさせ、政権内の同僚たちと派閥争いをさせないようにするのは一苦労だ」、「マスコミを意識しすぎ、ことがうまく運べば自分の手柄にし、うまくいかなければ逃げてしまう」など、その才能を評価しつつも人格・性格的な欠点を懸念する声や、ウォーレン・クリストファーらがホルブルックを政権ポストに就けることを嫌ったことなどを紹介することによって、また後者においては「高潔とはほど遠い。炎に集まる蛾のように、明るいところに吸い寄せられる性格で、羞恥心がないのではないかと思われるほど、あからさまに自己宣伝をする」という記述や、部下の「名誉心が服を着てやってきた」という言葉によって、彼の性格と毀誉褒貶の激しさを語っている。また同書では、彼の友人がデイトン和平交渉について「（ミロシェヴィッチやトゥジマン、イゼトベゴヴィッチの3人をうまく扱える人物はホルブルック以外おらず、）他に良い候補者がいるとしたら、ジミー・ホッファだけだ」と述べたこと、クリントン大統領がフランスのシラク大統領から「なぜホルブルックはデイトン和平交渉であれほど成功できたのか？」と問われた際に「ミロシェヴィッチと同じ性格だから」と答えたことも取り上げられており、ホルブルックの強烈な性格や強引さが友人や上司である大統領にもよく知られていたことが示されている。
オバマ政権においてもこの毀誉褒貶の激しさは変わらなかったようで、ワシントン・ポスト紙のボブ・ウッドワードは著作『オバマの戦争』の中において、バイデン副大統領がホルブルックを「最も利己的で嫌なヤツ」だが、アフガン・パキスタン担当には「適した人物かもしれない」と評したとするエピソードを紹介し、彼が有能さを評価されつつも、性格的には好まれていなかった様子を記している。また、アフガニスタン駐留アメリカ軍司令官で、国際治安支援部隊（ISAF）総司令官だったスタンリー・マクリスタル将軍（陸軍大将）ら軍関係者とも折り合いがあまり良くなかったとされ、マクリスタル将軍が2010年6月に解任されるきっかけとなった『ローリング・ストーン』誌による特集の中では、彼の補佐官や参謀など側近たちが同誌の記者に対し、「ボス（マクリスタル将軍）は、ホルブルック特使を手負いの動物のようだと言う。ホルブルック氏は解任されるとの噂を耳にし続けており、だからこそ（成果を挙げようと安易なやり方に飛びついてしまいかねず）危険だ」と語ったり、ホルブルックからのEメールを受け取った際にマクリスタルが「やれやれ、またホルブルックからメールだ。開ける気もしない」と嫌がっている様子を再現して見せるなど、ホルブルックを批判し皮肉った様子が示されている。また、対外的にもその強引で率直な交渉姿勢ゆえに、デイトン合意を成立させた立役者としての功績がある一方で、前述のようにアフガニスタンのカルザイ大統領などとの関係悪化が取りざたされることもあった。カルザイ大統領らとの関係悪化については、ホルブルックと何度も会合に同席したことのある西側諸国のある外交官から「彼にとっての悲劇はその性格だ」と評されている。

## 私生活など
私生活では3度の結婚歴がある。最初の妻であるラリーン・サリヴァン（Larrine Sullivan）とは1964年に結婚し、2人の息子（デイヴィッドとアンソニー）をもうけたがその後離婚している。1977年には2人目の妻で、当時PBSニュースアワーでレポーターを務めていたブライス・バブヤク（Blythe Babyak）と1月1日に再婚するも、こちらも後に離婚している。3人目の妻であるカティ・マートンとは1995年に結婚し、死去までの15年余りを共に過ごした。
また、前述のようにデイヴィッド・ハルバースタムとは、ベトナム戦争中に外交官とジャーナリストという立場で出会って以来、終生にわたって交友があった。この縁もあってホルブルックは、ハルバースタムが2007年4月に不慮の交通事故で急逝した際、当時連載していたワシントン・ポストのコラムに『我々全てにとっての喪失（A Loss For All Of Us）』と題し、彼を追悼する文章を寄せている。

## 栄誉
ホルブルックには、これまで名誉学位など数多くの栄誉が与えられている。授与された名誉学位は、1999年にベイツ大学から授与された名誉法学博士号など、12以上にのぼる。
また、デイトン合意成立に果たした役割・貢献から、デイトン国際平和博物館の名誉理事の職を与えられていた。

## 著作
- “Counsel to the President: A Memoir.”（クラーク・クリフォードと共著、1991年にニューヨークのランダムハウス社より出版、ISBN 9780394569956）
- “To End a War.”（単著、1998年にニューヨークのランダム・ハウス社より出版、ISBN 9780375500572）